# Szánkó a 2022. évi téli olimpiai játékokon
A 2022. évi téli olimpiai játékokon a szánkó versenyszámait a pekingi Hsziaohajtuo (Xiaohaituo) bob- és szánkópályán rendezték február 4. és 10. között. A férfiaknak kettő, a nőknek egy versenyszámot rendeztek, valamint csapatversenyben is olimpiai bajnokot avattak.

## Naptár
Az időpontok helyi idő szerint (UTC+8) és magyar idő szerint (UTC+1) is olvashatóak. A döntők kiemelt háttérrel vannak jelölve.
| Dátum       | Helyi idő | Magyar idő | Versenyszám             |
| ----------- | --------- | ---------- | ----------------------- |
| február 5.  | 19:10     | 12:10      | férfi egyes, 1–2. futam |
| február 6.  | 19:30     | 12:30      | férfi egyes, 3–4. futam |
| február 7.  | 19:50     | 12:50      | női egyes, 1–2. futam   |
| február 8.  | 19:50     | 12:50      | női egyes, 3–4. futam   |
| február 9.  | 20:20     | 13:20      | kettes, 1–2. futam      |
| február 10. | 21:30     | 14:30      | vegyes váltó            |

## Éremtáblázat
(Az egyes számoszlopok legmagasabb értéke, vagy értékei vastagítással kiemelve.)
| A 2022. évi téli olimpiai játékok éremtáblázata szánkóban | A 2022. évi téli olimpiai játékok éremtáblázata szánkóban | A 2022. évi téli olimpiai játékok éremtáblázata szánkóban | A 2022. évi téli olimpiai játékok éremtáblázata szánkóban | A 2022. évi téli olimpiai játékok éremtáblázata szánkóban | Olimpia  |
| --------------------------------------------------------- | --------------------------------------------------------- | --------------------------------------------------------- | --------------------------------------------------------- | --------------------------------------------------------- | -------- |
|                                                           | Ország                                                    | Arany                                                     | Ezüst                                                     | Bronz                                                     | Összesen |
| 1.                                                        | Németország (GER)                                         | 4                                                         | 2                                                         | 0                                                         | 6        |
|                                                           |                                                           |                                                           |                                                           |                                                           |          |
| 2.                                                        | Ausztria (AUT)                                            | 0                                                         | 2                                                         | 1                                                         | 3        |
|                                                           |                                                           |                                                           |                                                           |                                                           |          |
| 3.                                                        | Lettország (LAT)                                          | 0                                                         | 0                                                         | 1                                                         | 1        |
| 3.                                                        | Olaszország (ITA)                                         | 0                                                         | 0                                                         | 1                                                         | 1        |
| 3.                                                        | Az Orosz Olimpiai Bizottság versenyzői (ROC)              | 0                                                         | 0                                                         | 1                                                         | 1        |
|                                                           |                                                           |                                                           |                                                           |                                                           |          |
| Összesen                                                  | Összesen                                                  | 4                                                         | 4                                                         | 4                                                         | 12       |

## Érmesek
| A 2022. évi téli olimpiai játékok érmesei szánkóban |                                                                                         |          |                                                                                |          |                                                                                    |          |
| Versenyszám                                         | Arany                                                                                   | Arany    | Ezüst                                                                          | Ezüst    | Bronz                                                                              | Bronz    |
| Férfi egyes                                         | Johannes Ludwig · Németország (GER)                                                     | 3:48,735 | Wolfgang Kindl · Ausztria (AUT)                                                | 3:48,895 | Dominik Fischnaller · Olaszország (ITA)                                            | 3:49,686 |
| Női egyes                                           | Natalie Geisenberger · Németország (GER)                                                | 3:53,454 | Anna Berreiter · Németország (GER)                                             | 3:53,947 | Tatyjana Ivanova · Az Orosz Olimpiai Bizottság versenyzői (ROC)                    | 3:54,507 |
| Kettes                                              | Németország (GER) · Tobias Wendl · Tobias Arlt                                          | 1:56,554 | Németország (GER) · Toni Eggert · Sascha Benecken                              | 1:56,653 | Ausztria (AUT) · Thomas Steu · Lorenz Koller                                       | 1:57,065 |
| Vegyes váltó                                        | Németország (GER) · Natalie Geisenberger · Johannes Ludwig · Tobias Wendl · Tobias Arlt | 3:03,406 | Ausztria (AUT) · Madeleine Egle · Wolfgang Kindl · Thomas Steu · Lorenz Koller | 3:03,486 | Lettország (LAT) · Elīza Tīruma · Kristers Aparjods · Mārtiņš Bots · Roberts Plūme | 3:04,354 |